# Liebe ist für alle da
Liebe ist für alle da is het zesde studioalbum van de Duitse band Rammstein. Het album werd uitgebracht in 2009.
De Bundesprüfstelle für jugendgefährdende Medien bepaalde dat in Duitsland het album vanaf 11 november 2009 niet meer verkocht mocht worden aan minderjarigen wegens de sadomasochistische inhoud van de hoes en het lied Ich Tu Dir Weh. Dat werd beslist door de bevoegde Duitse autoriteiten. Daarop werd een gecensureerde versie uitgebracht, waar Ich Tu Dir Weh niet op staat, maar in plaats daarvan een stilte van vier seconden. Deze versie mag wel aan minderjarigen verkocht worden.

## Tracklist
| Nr. | Titel                 | Lengte | Opmerkingen                       |
| --- | --------------------- | ------ | --------------------------------- |
| 1   | Rammlied              | 5:19   |                                   |
| 2   | Ich tu dir weh        | 5:02   | Tweede single (5 februari 2010)   |
| 3   | Waidmanns Heil        | 3:33   |                                   |
| 4   | Haifisch              | 3:45   | Derde single (28 mei 2010)        |
| 5   | B********(Bückstabü)  | 4:15   |                                   |
| 6   | Frühling in Paris     | 4:45   |                                   |
| 7   | Wiener Blut           | 3:53   |                                   |
| 8   | Pussy                 | 4:00   | Eerste single (18 september 2009) |
| 9   | Liebe ist für alle da | 3:26   |                                   |
| 10  | Mehr                  | 4:09   |                                   |
| 11  | Roter Sand            | 3:59   |                                   |
|     | totale afspeeltijd    | 46:08  |                                   |

Op de Deluxe Editie van Liebe ist für alle da staan nog vijf andere nieuwe nummers:
| Nr. | Titel              | Lengte | opmerkingen         |
| --- | ------------------ | ------ | ------------------- |
| 1   | Führe mich         | 4:33   |                     |
| 2   | Donaukinder        | 5:18   |                     |
| 3   | Halt               | 4:21   |                     |
| 4   | Roter Sand         | 4:06   | (Orchester Version) |
| 5   | Liese              | 3:56   |                     |
|     | totale afspeeltijd | 22:13  |                     |

## Uitleg van de nummers
1. Rammlied
Rammlied is het openingsnummer van het album. Het nummer bevat delen van een lied van de Sloveense groep Laibach, die een grote invloed heeft gehad op de stijl van Rammstein. Het nummer is uitgebracht op de single Pussy.
2. Ich tu dir weh

Het nummer gaat over sadomasochistische fantasieën, en is een van de  redenen waarom Liebe ist für alle da in Duitsland niet meer aan minderjarigen verkocht mag worden.
3. Waidmanns Heil
Waidmanns Heil is een redelijk vaak gebruikte metafoor uit het jagersjargon. De tekst is grotendeels gebaseerd op Till Lindemanns gedicht Sautod, dat gepubliceerd werd in zijn gedichtenbundel Messer uit 2002.
4. Haifisch

In tegenstelling tot de video van Ich Tu Dir Weh, zit er bij Haifisch een heel verhaal achter. Het refrein is afgeleid van Moritat von Mackie Messer van Bertolt Brecht. Het nummer moet de problemen van bandleden met hun ontvangst door het publiek weerspiegelen. Op 23 april 2010 om 18:00 uur was de video première op Myspace ()
5. B********
B********, staat voor het woord "Bückstabü", een verzonnen woord van Till Lindemann. De tekst gaat over het verlangen naar deze "Bückstabü", hoewel dat niet aanbevolen wordt.
6. Frühling in Paris
De titel verwijst naar een bloemlezing van dezelfde naam door Henry Miller. Een zin uit het refrein: "Je ne regrette rien" ( "Ik betreur niets") is een eerbetoon aan het chanson Non, je ne regrette rien, van Édith Piaf uit 1960. De eerste van twee ballades van het album vertelt het verhaal van een ontmaagding door een ervaren, oudere vrouw.
7. Wiener Blut
Dit nummer is geïnspireerd door de Fritzl-incestzaak. Dit nummer houdt de traditie van Rammstein in stand dat ze hun inspiratie uit buitengewone, echt gebeurde situaties halen. Net zo als bij Rammstein (Ramstein vliegshowramp), Mein Teil (de kannibaal Armin Meiwes), Donaukinder (Baia-Mare-damdoorbraak)en Dalai Lama (vliegramp Japan 1985)
8. Pussy

Het nummer geeft een satirische kijk op sekstoerisme, en is daarom ook voorzien van een pornografische videoclip.[3][4][5] De video werd geregisseerd door Jonas Åkerlund, die tevens de video van Ich Tu Dir Weh regisseerde.
9. Liebe ist für alle da
Het titelnummer van het album. In de zomer van 2009 was dit nummer al via internet gelekt. Als gevolg daarvan startte de band een juridische actie tegen fansites en blogs.
10. Mehr
Het nummer Mehr is vóór de piek van de financiële crisis geschreven. Volgens de verklaringen van Paul Landers was het ook bedoeld om het zo te verstaan. Het nummer is door Lindemann zelf geschreven.
11. Roter Sand
De tweede ballad op het album beschrijft een schietduel tussen twee mannen voor de gunst van een vrouw. Op de bonus-cd staat ook een orkestrale versie van het nummer.

## Hitnotering
| "Liebe ist für alle da" in de Nederlandse Album Top 100 - binnen: 24-10-2009 | "Liebe ist für alle da" in de Nederlandse Album Top 100 - binnen: 24-10-2009 | "Liebe ist für alle da" in de Nederlandse Album Top 100 - binnen: 24-10-2009 | "Liebe ist für alle da" in de Nederlandse Album Top 100 - binnen: 24-10-2009 | "Liebe ist für alle da" in de Nederlandse Album Top 100 - binnen: 24-10-2009 | "Liebe ist für alle da" in de Nederlandse Album Top 100 - binnen: 24-10-2009 | "Liebe ist für alle da" in de Nederlandse Album Top 100 - binnen: 24-10-2009 | "Liebe ist für alle da" in de Nederlandse Album Top 100 - binnen: 24-10-2009 | "Liebe ist für alle da" in de Nederlandse Album Top 100 - binnen: 24-10-2009 | "Liebe ist für alle da" in de Nederlandse Album Top 100 - binnen: 24-10-2009 | "Liebe ist für alle da" in de Nederlandse Album Top 100 - binnen: 24-10-2009 | "Liebe ist für alle da" in de Nederlandse Album Top 100 - binnen: 24-10-2009 | "Liebe ist für alle da" in de Nederlandse Album Top 100 - binnen: 24-10-2009 | "Liebe ist für alle da" in de Nederlandse Album Top 100 - binnen: 24-10-2009 | "Liebe ist für alle da" in de Nederlandse Album Top 100 - binnen: 24-10-2009 | "Liebe ist für alle da" in de Nederlandse Album Top 100 - binnen: 24-10-2009 | "Liebe ist für alle da" in de Nederlandse Album Top 100 - binnen: 24-10-2009 | "Liebe ist für alle da" in de Nederlandse Album Top 100 - binnen: 24-10-2009 | "Liebe ist für alle da" in de Nederlandse Album Top 100 - binnen: 24-10-2009 | "Liebe ist für alle da" in de Nederlandse Album Top 100 - binnen: 24-10-2009 | "Liebe ist für alle da" in de Nederlandse Album Top 100 - binnen: 24-10-2009 | "Liebe ist für alle da" in de Nederlandse Album Top 100 - binnen: 24-10-2009 | "Liebe ist für alle da" in de Nederlandse Album Top 100 - binnen: 24-10-2009 | "Liebe ist für alle da" in de Nederlandse Album Top 100 - binnen: 24-10-2009 | "Liebe ist für alle da" in de Nederlandse Album Top 100 - binnen: 24-10-2009 | "Liebe ist für alle da" in de Nederlandse Album Top 100 - binnen: 24-10-2009 | "Liebe ist für alle da" in de Nederlandse Album Top 100 - binnen: 24-10-2009 | "Liebe ist für alle da" in de Nederlandse Album Top 100 - binnen: 24-10-2009 |
| Week                                                                         | 01                                                                           | 02                                                                           | 03                                                                           | 04                                                                           | 05                                                                           | 06                                                                           | 07                                                                           | 08                                                                           | 09                                                                           | 10                                                                           | 11                                                                           | 12                                                                           | 13                                                                           | 14                                                                           | 15                                                                           | 16                                                                           | 17                                                                           | 18                                                                           | 19                                                                           | 20                                                                           | 21                                                                           |                                                                              | 22                                                                           | 23                                                                           |                                                                              | 24                                                                           |                                                                              |
| ---------------------------------------------------------------------------- | ---------------------------------------------------------------------------- | ---------------------------------------------------------------------------- | ---------------------------------------------------------------------------- | ---------------------------------------------------------------------------- | ---------------------------------------------------------------------------- | ---------------------------------------------------------------------------- | ---------------------------------------------------------------------------- | ---------------------------------------------------------------------------- | ---------------------------------------------------------------------------- | ---------------------------------------------------------------------------- | ---------------------------------------------------------------------------- | ---------------------------------------------------------------------------- | ---------------------------------------------------------------------------- | ---------------------------------------------------------------------------- | ---------------------------------------------------------------------------- | ---------------------------------------------------------------------------- | ---------------------------------------------------------------------------- | ---------------------------------------------------------------------------- | ---------------------------------------------------------------------------- | ---------------------------------------------------------------------------- | ---------------------------------------------------------------------------- | ---------------------------------------------------------------------------- | ---------------------------------------------------------------------------- | ---------------------------------------------------------------------------- | ---------------------------------------------------------------------------- | ---------------------------------------------------------------------------- | ---------------------------------------------------------------------------- |
| Nummer                                                                       | 1                                                                            | 6                                                                            | 7                                                                            | 16                                                                           | 18                                                                           | 28                                                                           | 38                                                                           | 37                                                                           | 38                                                                           | 46                                                                           | 46                                                                           | 49                                                                           | 60                                                                           | 61                                                                           | 48                                                                           | 49                                                                           | 43                                                                           | 57                                                                           | 43                                                                           | 56                                                                           | 83                                                                           | uit                                                                          | 89                                                                           | 87                                                                           | uit                                                                          | 100                                                                          | uit                                                                          |

Hitnotering (week 1 t/m 21): 24-10-2009 t/m 13-03-2010
Hitnotering (week 22 t/m 23): 27-03-2010 t/m 03-04-2010
Hitnotering (week 24): 01-05-2010
Hitnotering (week 25 t/m 29): 29-05-2010 t/m 26-06-2010'
| Nummer | 4 | 3 | 4 | 6 | 8 | 17 | 31 | 34 | 22 | 24 | 29 | 35 | 37 | 44 | 48 | 38 | 64 | 61 | 73 | 59 | 79 | 81 | 76 | 74 | uit | 81 | uit |

Hitnotering (week 1 t/m 24): 24-10-2009 t/m 03-04-2010
Hitnotering (week 25): 17-04-2010
Hitnotering (week 26 t/m 29): 10-07-2010 t/m 31-07-2010
Hitnotering (week 30 t/m 31): 14-08-2010 t/m 21-08-2010
Hitnotering (week 32): 20-10-2012
Hitnotering (week 33): 10-11-2012
Hitnotering (week 34): 16-02-2013
Hitnotering (week 35): 20-07-2013
Hitnotering (week 36 t/m 39): 09-07-2016 t/m 30-07-2016
Hitnotering (week 40): 17-09-2016